# Takashi Paolo Nagai
Takashi Nagai (永井隆?, Nagai Takashi; Matsue, 3 febbraio 1908 – Nagasaki, 1º maggio 1951) è stato un medico e scrittore giapponese, sopravvissuto al bombardamento atomico di Nagasaki del 9 agosto 1945.
Educato allo shintoismo in famiglia, divenne ateo, ma si avvicinò al cattolicesimo e, anche grazie all'incontro con la futura moglie Marina Midori Moriyama e alla sua famiglia, si convertì e fu battezzato con il nome di Paolo. Fu tra i pionieri della radiologia nel suo paese, che studiò usando anche sé stesso come soggetto dopo essersi ammalato di leucemia a causa dell'esposizione prolungata alle radiazioni ionizzanti.
Nel dopoguerra, dopo lo scoppio della bomba che lo sorprese mentre era in servizio all'ospedale universitario dove era professore e in cui perse la moglie, fu una figura di riferimento per la rinascita della sua città e del Giappone. La sua vita di preghiera e di servizio alla comunità di Urakami, quartiere a nord della città di Nagasaki abitato dagli eredi dei cosiddetti "cristiani nascosti", e la diffusione dei suoi scritti, divenuti classici della letteratura giapponese, gli hanno fatto ottenere il soprannome "il santo di Urakami". Come radiologo contribuì anche allo studio della "malattia atomica", gli effetti delle radiazioni prodotte dalla bomba sul corpo umano. Il suo testo più noto è Le campane di Nagasaki, testimonianza di quanto avvenuto durante e dopo lo scoppio dell'atomica.
Insieme alla moglie Midori (8 ottobre 1908 – 9 agosto 1945) è considerato servo di Dio dalla Chiesa cattolica.

## Biografia

### Infanzia e studi
Takashi Nagai nacque il 3 febbraio 1908 (il 2 febbraio secondo il calendario occidentale) a Matsue, capoluogo della prefettura di Shimane nella zona sud-occidentale dell'isola di Honshū, primo di cinque figli. Il padre Noboru era il medico del villaggio di Mitoya (oggi Unnan), dove viveva la famiglia Nagai, e conosceva la medicina occidentale; la madre Tsune discendeva da un'antica famiglia di samurai e aiutava il marito nell'ambulatorio. Il nonno paterno, Fumitaka, praticava la medicina tradizionale cinese a base di erbe. In giapponese, il prenome Takashi significa "nobiltà". Takashi fu educato secondo gli insegnamenti di Confucio e dello scintoismo e imparò i valori tipici della cultura giapponese quali il dovere verso la famiglia, l'onestà, la lealtà, l'onore e la cortesia.
Nel 1920 Nagai fu mandato a studiare in un istituto superiore del capoluogo Matsue, ospite di uno zio. Durante il suo soggiorno nella città incontrò per la prima volta la cultura occidentale che iniziava a diffondersi in Giappone, in particolare fu introdotto alla filosofia scientifica. Alla conclusione degli studi superiori Nagai era diventato un ateo convinto e considerava la scienza l'unica vera forma di approccio alla realtà. Decise quindi di studiare medicina come il padre. Pur potendo iscriversi, grazie agli ottimi voti ottenuti, alle prestigiose università di Tokyo o di Kyoto, preferì quella di Nagasaki.
Nell'aprile 1928 iniziò a frequentare la facoltà di medicina di Nagasaki. I testi di studio erano tedeschi è così il giovane studente imparò il metodo scientifico che già era utilizzato in Germania e assorbì ancor di più la mentalità positivista occidentale. L'ospedale universitario si trovava a poche centinaia di metri dalla cattedrale di Nagasaki, inaugurata pochi anni prima e che al tempo era il più grande edificio cristiano dell'Estremo Oriente. Il suono delle campane che annunciavano l'Angelus tre volte al giorno infastidiva Nagai, il quale riteneva che ormai il moderno e progressista Giappone avesse superato quella che considerava superstizione religiosa, quella scintoista tipica del suo Paese, ma anche quella cristiana che aveva oltretutto origini straniere.
Nel 1930 una lettera di suo padre gli annunciò la malattia della madre Tsune, vittima di un'emorragia cerebrale, cosciente ma incapace di parlare. Nagai tornò a casa in tempo per assisterla al capezzale fino alla fine. Fu uno dei momenti decisivi della sua vita: lo sguardo della madre in punto di morte lo segnò profondamente e contribuì a mettere in discussione la sua visione della vita e del mondo e l'approccio ideologico che si era costruito. Nagai rimase colpito dalla lettura di Blaise Pascal, scienziato e filosofo cristiano, in particolare da una sua frase che aveva ascoltato durante una lezione di letteratura francese alle scuole superiori: «L'uomo non è che una canna, la più fragile della natura, ma una canna che pensa». I Pensieri di Pascal divennero così una delle sue letture più importanti e contribuirono a modificare la sua idea materialista della scienza e della medicina che aveva appreso durante gli studi.

### La conversione

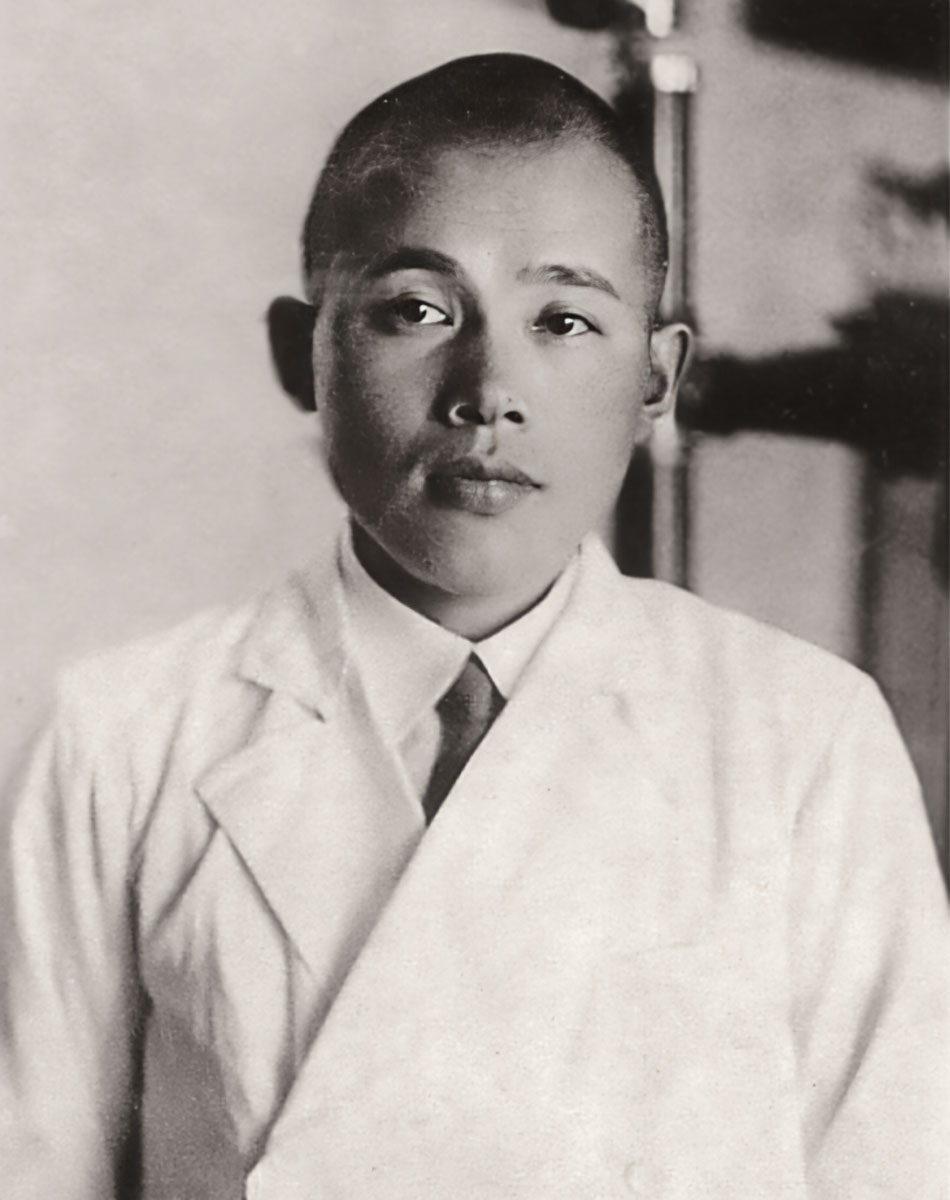
Takashi Nagai giovane medico al lavoro presso l'ospedale universitario di Nagasaki.

Nella primavera del 1931, continuando la lettura di Pascal, Nagai iniziò a interrogarsi sulla vita cristiana e sulla preghiera, volendo verificare l'ipotesi del Dio creatore di cui parlava il pensatore francese. Decise quindi di andare a conoscere i cristiani di Nagasaki prendendo in affitto una camera nella casa della famiglia Moriyama che, da sette generazioni, faceva parte dei kakure kirishitan ("cristiani nascosti") di Urakami, quartiere a nord della città, da secoli quasi completamente cristiano in cui sorgeva la cattedrale di Santa Maria e in cui si trovava l'ospedale universitario dove Nagai lavorava. Sadakichi Moriyama era un mercante di bestiame e uno dei responsabili della comunità cristiana di Urakami, dove viveva con la moglie. La loro unica figlia, Marina (diminutivo di "Maria") Midori, faceva la maestra in una città vicina. Nella convivenza con la famiglia Moriyama i pregiudizi di Nagai si trasformarono presto in stima per la comunità dei cristiani e per la storia dei loro antenati. Scoprì che la cattedrale, costruita con uno stile del tutto diverso dal quello tipico giapponese e che per questo gli era sembrata inizialmente del tutto fuori posto, era stata eretta con i risparmi dei poveri fedeli del quartiere e non con fondi stranieri.
Nel 1932, a 24 anni, Nagai si laureò col massimo dei voti e la lode e, quale miglior studente, fu scelto per tenere il discorso nel giorno della consegna dei diplomi. Non poté pronunciare il discorso perché, alcuni giorni prima, dopo una cena con i suoi compagni, si era ammalato gravemente di meningite. Scampato alla morte, perse però l'udito dall'orecchio destro. Non potendo più esercitare come medico internista per la menomazione all'udito, anche su consiglio dei suoi professori, accettò di dedicarsi alla radiologia, una disciplina nuova poco praticata, trascurata dagli altri medici in Giappone, e molto rischiosa per gli operatori date le scarse condizioni di sicurezza dell'epoca. Divenne assistente del professor Suetsugu, pioniere della nuova specialità – da lui importata dall'Europa – e, pur consapevole dei rischi, rapidamente se ne appassionò per le possibilità che la radiologia era in grado di offrire sia nel campo clinico che in quello della ricerca.

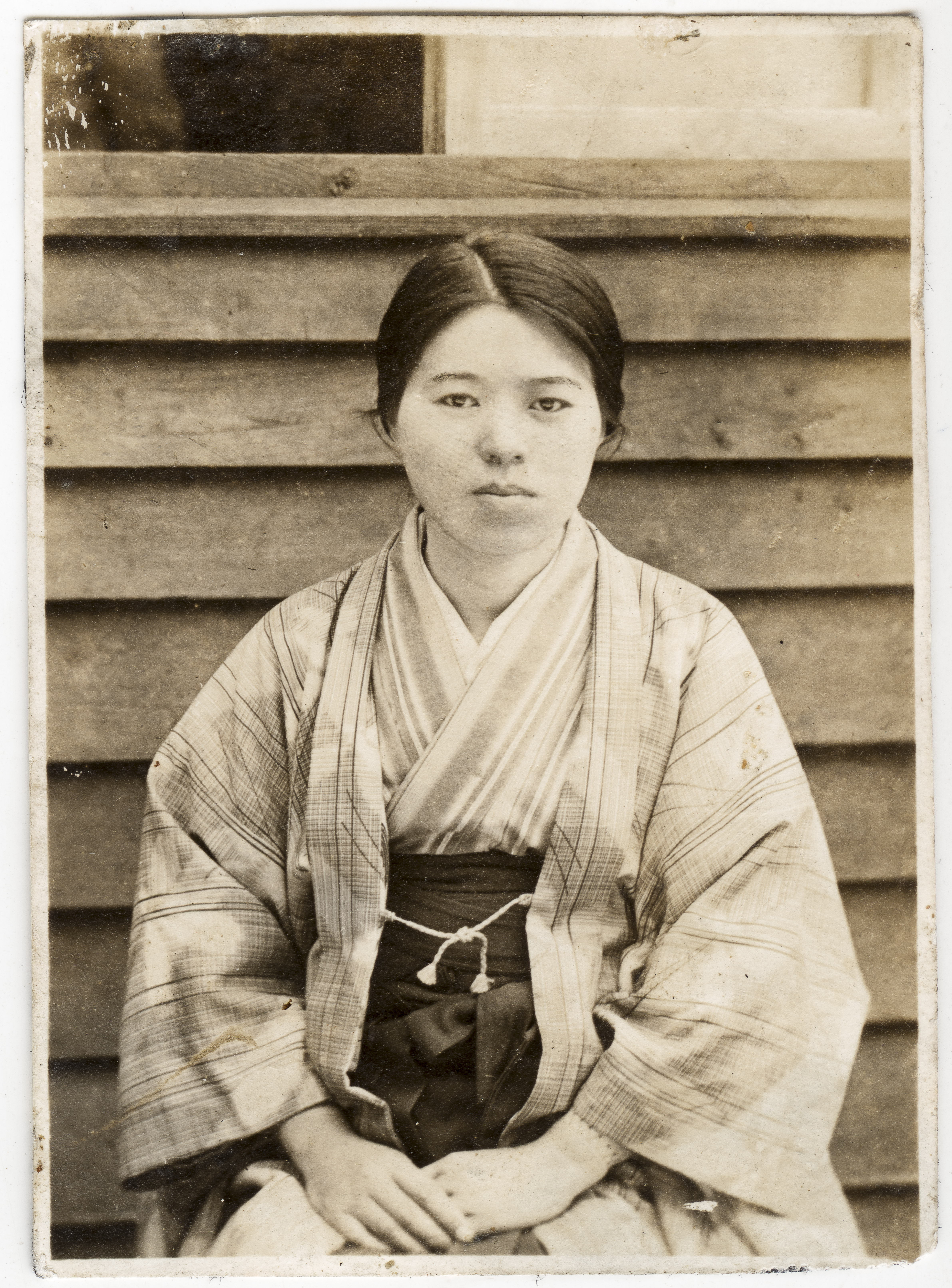
Marina Midori Moriyama.

La sera del 24 dicembre del 1932 Nagai fu invitato per la cena di Natale dai coniugi Moriyama e conobbe la loro unica figlia Midori, rientrata a casa per le vacanze. Durante la cena fu anche invitato alla messa di mezzanotte alla cattedrale. Pur rispondendo di non essere cristiano, sollecitato dal futuro suocero che aveva chiesto anche alla moglie e alla figlia di pregare per la sua conversione, si sorprese ad accettare l'invito. Nella cattedrale gremita fu colpito dai fedeli in preghiera, dalla fede che dimostravano, ma anche dall'atmosfera e dai canti. La notte seguente Midori fu colpita da un attacco di appendicite acuta. Dopo una rapida diagnosi, il giovane medico avvertì il chirurgo di turno, suo amico, e trasportò la ragazza a spalla fino all'ospedale, sotto una copiosa nevicata. L'operazione in urgenza riuscì perfettamente e Midori poté salvarsi grazie al tempestivo intervento di Nagai.
Nel gennaio del 1933 Nagai iniziò il servizio militare nell'ambito dell'invasione giapponese della Manciuria. Passò un periodo di addestramento a Hiroshima e poi prestò servizio anche in Corea sulle navi che dal continente trasportavano i feriti in Giappone. Prima della partenza incontrò per un ultimo addio Midori, che gli regalò un maglione fatto a mano come ringraziamento per averla salvata. A Hiroshima entrò subito in contatto con l'imperante ideologia militarista che aveva investito il Giappone in quel periodo. Ricevette un pacco di Midori contente dei guanti caldi e una copia del catechismo, che lesse avidamente e che contribuì a chiarirgli molti aspetti per lui sorprendenti del cristianesimo. Durante l'anno passato nell'esercito Nagai vide compromessa la sua fiducia nella cultura giapponese, assistendo alle atrocità e alla brutalità dei militari giapponesi nei confronti della popolazione cinese e vivendo il clima di violenza della guerra. Al ritorno, nel 1934, deluso e provato anche fisicamente, come prima cosa si recò nella cattedrale di Urakami a pregare. Proseguì la lettura del catechismo cattolico, della Bibbia e dei Pensieri di Pascal. Ripreso il lavoro all'ospedale, iniziò a frequentare la messa domenicale e il catechismo e incontrò padre Matsusaburo Moriyama, presbitero della cattedrale, che lo introdusse alla vita cristiana preparandolo per il battesimo.

### Il battesimo e il matrimonio

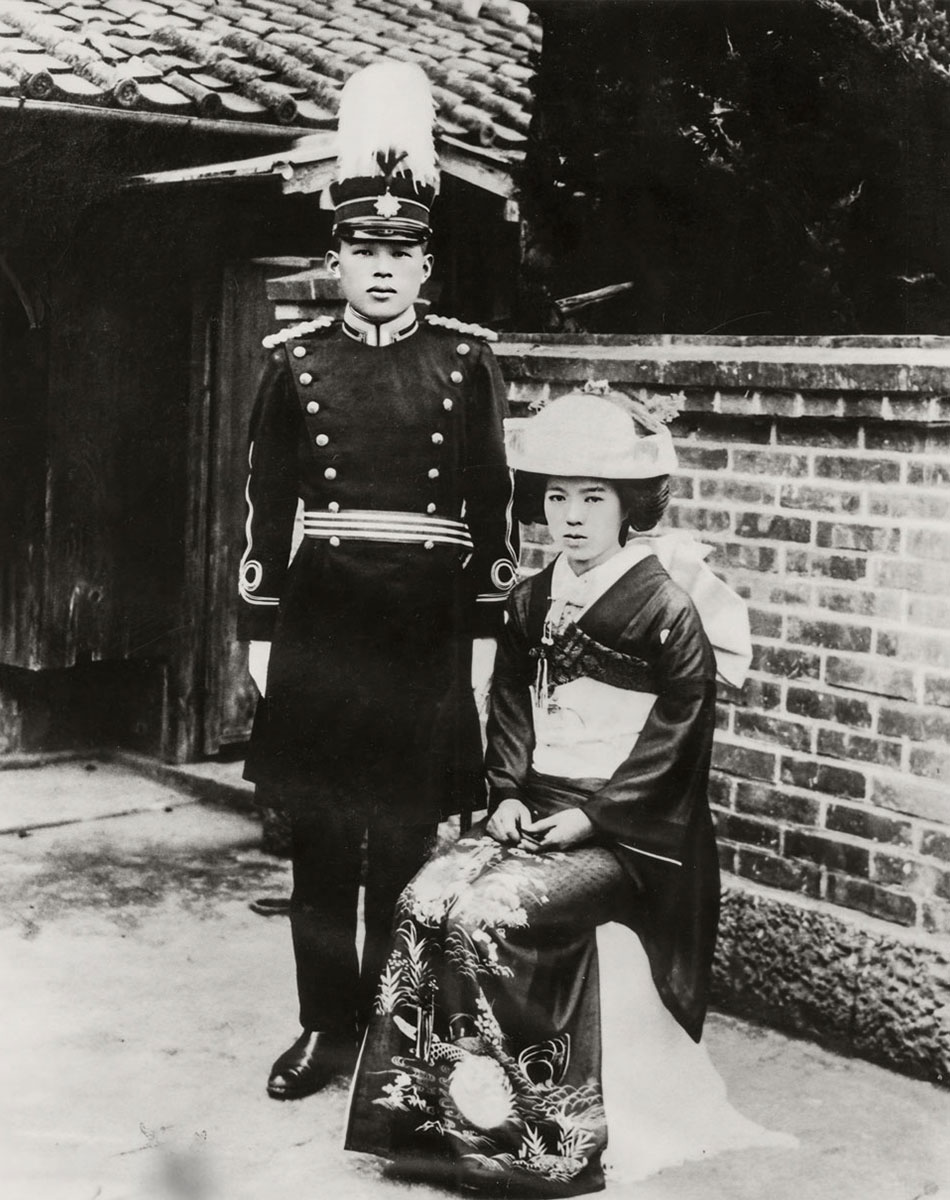
Takashi Nagai e Midori Moriyama nel giorno del loro matrimonio.

Il 9 giugno 1934 fu battezzato nella fede cattolica e scelse il nome cristiano Paolo, in memoria del gesuita giapponese san Paolo Miki, uno dei ventisei martiri crocefissi nel 1597 al culmine del periodo di persecuzione religiosa nei confronti dei cristiani. Padrino di battesimo fu un cugino di Midori che poi fece da mediatore per il loro fidanzamento. Prima del matrimonio Nagai volle però rendere chiari a Midori i rischi connessi al suo lavoro di radiologo. Nel dicembre del 1934 ricevette il sacramento della confermazione.
Marina Midori e Paolo Takashi si sposarono nell'agosto del 1934, un mercoledì, alle 7 della mattina, durante la prima messa nella cattedrale di Urakami. Ebbero quattro figli: il primogenito Iacopo Makoto (3 aprile 1935 – 4 aprile 2001) e tre femmine, Maria Ikuko (7 luglio 1937 – 1939), Coletta Sasano, morta poco dopo la nascita, e Gemma Kayano (nata nel 1941). Midori era all'epoca presidentessa dell'associazione delle donne del quartiere di Urakami, mentre Takashi divenne membro dell'organizzazione caritatevole Società di San Vincenzo de' Paoli, scoprendo gli scritti del suo fondatore, il beato Federico Ozanam. Con i membri della società iniziò a visitare i malati e i più poveri della città, portando loro conforto, assistenza medica e aiuti alimentari, riuscendo anche a convincere medici e infermieri dell'ospedale universitario a donare qualche ora del loro tempo per l'assistenza ai bisognosi. In quel periodo Nagai ebbe modo di frequentare il frate francescano polacco Massimiliano Kolbe, dal 1931 al 1936 missionario a Nagasaki dove aveva contribuito alla fondazione di un convento.

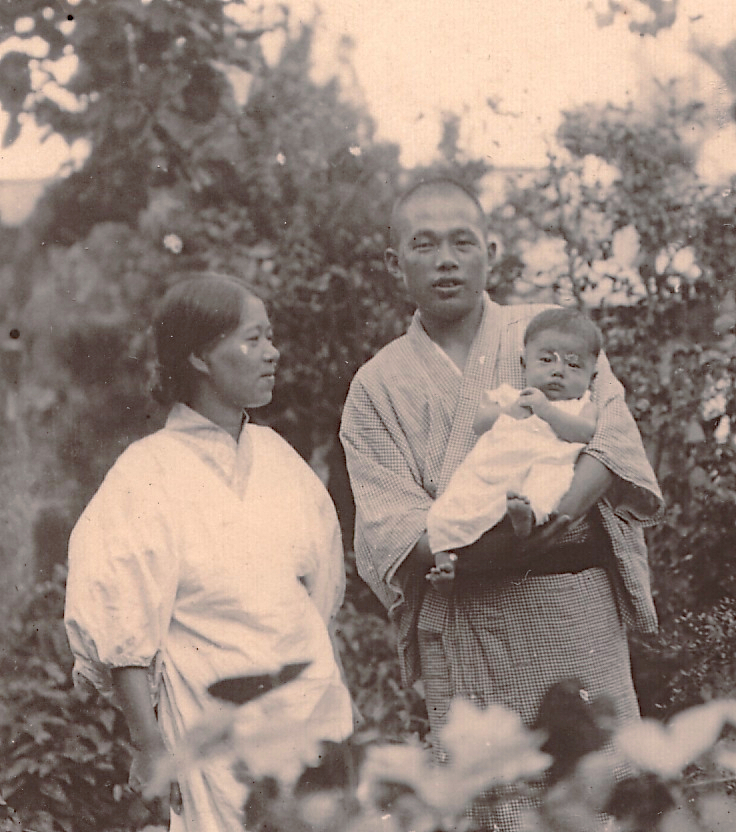
Takashi Nagai con la moglie Midori e il figlio Makoto nel 1936.

All'indomani della nascita della seconda figlia Ikuko scoppiò la guerra tra il Giappone e la Cina. Nagai fu nuovamente mobilitato come chirurgo al servizio della quinta divisione e inviato in Cina dove rimase fino all'inizio del 1940. Fu un periodo molto duro per i rigori dell'inverno cinese e per lo sconforto provato per le vittime della guerra. Rispetto all'esperienza precedente Nagai, come lui stesso racconta, era però una persona diversa. Si offrì volontario per imprese considerate impossibili come l'attraversare le linee nemiche per recuperare farmaci per i suoi feriti. Come medico si dimostrò instancabile nel soccorrere i malati e imparò ad allestire velocemente campi di soccorso medico e a costruire bunker sotterranei per tenere i feriti al riparo dalle bombe. Nagai non soccorreva soltanto i soldati giapponesi, ma anche i cinesi, militari e civili. Collaborò anche con la San Vincenzo cinese per ottenere viveri e vestiario. Nel 1939 una lettera lo informò della morte del padre avvenuta il 4 febbraio e di sua figlia Ikuko. Al ritorno dalla guerra si recò sulla tomba dei genitori e si ricongiunse con la moglie, provata dagli anni di separazione e dal dolore e per il senso di colpa per la morte della figlia. A Nagasaki riprese le sue ricerche, la sua attività di radiologo e di docente diventando direttore della Divisione di terapie fisiche dell'università; ottenne il dottorato di ricerca nel marzo del 1944 e nel luglio del 1945 fu promosso professore.

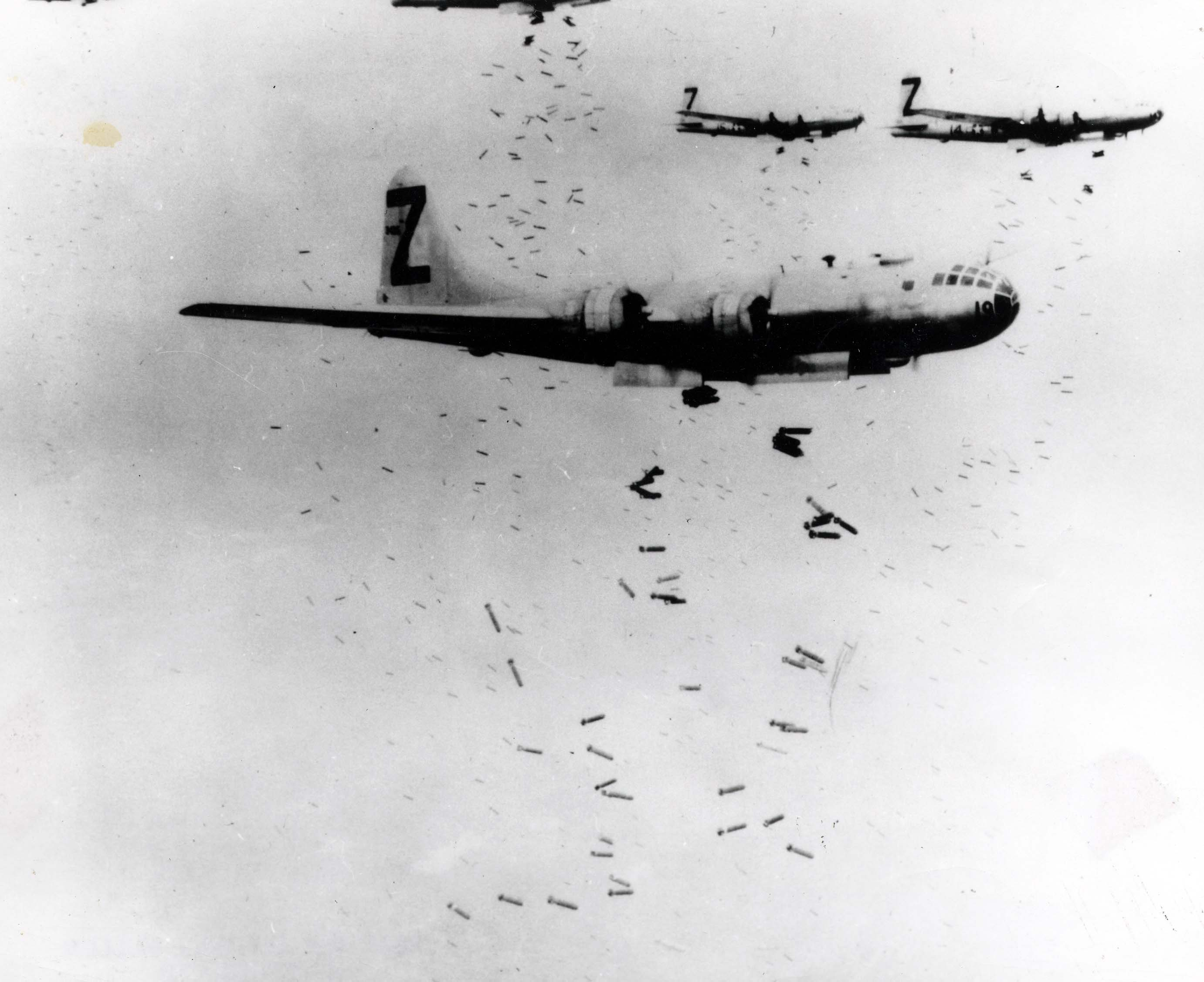
Un'incursione di B-29 statunitensi sulle città giapponesi.

Dopo l'attacco giapponese a Pearl Harbor del 7 dicembre 1941 e l'inizio della guerra contro gli Stati Uniti e il Regno Unito, Nagai, memore delle incursioni aeree in Cina, ebbe il presentimento che la sua città avrebbe potuto essere uno dei principali bersagli del nemico e che sarebbe stata distrutta. Nagasaki era infatti la sede dei grandi cantieri navali della Mitsubishi e di altre importanti industrie belliche. Iniziò quindi a preparare i suoi studenti e organizzò opere difensive e di soccorso in caso di bombardamenti. Fece costruire una sala operatoria e una radiologica sotterranee, organizzando punti di soccorso nella zona di Urakami e addestrando il personale medico a operare in un teatro di guerra. Le previsioni di Nagai, dopo i primi successi giapponesi, iniziarono ad avverarsi dopo la battaglia delle Midway nel giugno del 1942, quando la guerra ebbe una decisa svolta a favore degli Stati Uniti e iniziarono le incursioni aeree sul territorio giapponese che si trasformarono presto in pesanti bombardamenti. Nagasaki fu colpita in varie occasioni e il 26 aprile 1945 un violento raid aereo sulla città provocò numerose vittime interessando gravemente anche l'ospedale. Nagai passò giorni e notti al servizio dei feriti nel reparto di radiologia.
Nel suo campo di lavoro e di ricerca le norme di sicurezza erano all'epoca poco conosciute e male applicate. Oltretutto la tecnica utilizzata, soprattutto nel periodo bellico data la penuria di lastre per ottenere radiogrammi, era la radioscopia, molto più pericolosa anche per chi eseguiva l'esame. Questo determinava un elevato tasso di incidenti e di decessi tra i radiologi, che subivano gravi danni dall'esposizione alle radiazioni ionizzanti. Nel giugno 1945 Nagai scoprì di essere ammalato di leucemia e che la sua speranza di vita era al massimo di due o tre anni. La malattia era probabilmente dovuta alla continuativa esposizione ai raggi X a causa dei metodi poco sicuri con cui si svolgevano gli esami radiologici.

### La bomba atomica su Nagasaki

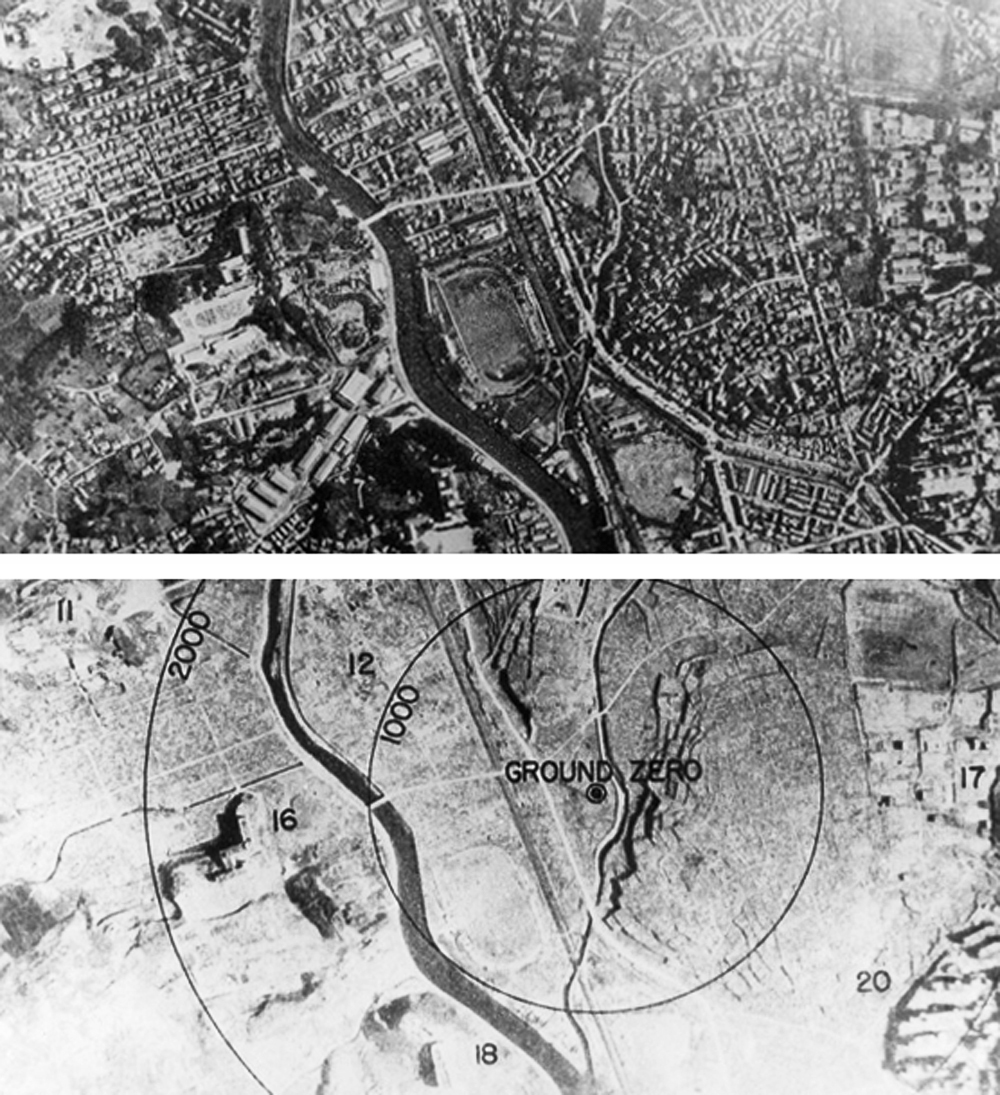
Il confronto tra il "prima" e il "dopo" lo scoppio della bomba atomica su Urakami con evidenziato l'epicentro dell'esplosione. L'ospedale in cui si trovava Nagai è nei pressi dell'area indicata con il numero "20". La sua casa e la cattedrale di Nagasaki si trovano poco oltre il margine superiore dell'immagine.

La sera del 6 agosto 1945 Nagai apprese la notizia di una bomba che aveva colpito e devastato la città di Hiroshima. Lui e Midori decisero così di allontanare i loro due figli superstiti Makoto e Kayano da Nagasaki, distanti dal pericolo rappresentato dai continui bombardamenti e in virtù del presentimento che il dottore aveva avuto sulla sorte della sua città. Accompagnati dalla nonna, la madre di Midori, i bambini andarono a vivere in una casa presa in affitto, in montagna, a pochi chilometri da Urakami. La mattina dell'8 agosto, dopo l'ennesimo allarme per un'incursione aerea, Nagai s'incamminò per recarsi al lavoro. Dopo poco si ricordò di aver dimenticato il suo pasto e tornò quindi verso casa dove sorprese Midori in lacrime: fu il loro addio. Nagai si diresse verso l'ospedale dove lo attendeva una notte di guardia nella difesa antiaerea che dirigeva.
Alle 11:02 della mattina successiva, il 9 agosto, la seconda bomba atomica lanciata dall'aviazione americana sul Giappone esplose su Nagasaki. L'epicentro dell'esplosione si trovava nel cuore di Urakami, a poche centinaia di metri dall'ospedale, dalla cattedrale cattolica e dalla casa di Nagai. Il lancio dell'atomica, che avrebbe dovuto colpire la zona industriale dove si trovavano le fabbriche di armi, era stato sbagliato di circa 4 km. Al momento dell'esplosione il dottor Nagai era in servizio nel reparto di radiologia e si salvò grazie alle spesse pareti di cemento armato del suo laboratorio, pensate per schermare dalle radiazioni le persone all'esterno. Riportò comunque una grave ferita alla tempia destra che interessò l'arteria temporale. Nonostante le sue condizioni, la ferita ma anche lo stato di affaticamento dovuto alla malattia che l'aveva colpito, si unì al resto del personale medico superstite per dedicarsi alla ricerca e al salvataggio dei sopravvissuti all'interno del nosocomio. Una folla di persone si stava radunando nei pressi dell'ospedale in cerca di assistenza che era però impossibile fornire. Con un pezzo di lenzuolo sorprendentemente ancora integro, sul quale disegnò col suo sangue un approssimativo cerchio rosso, Nagai realizzò una bandiera giapponese di fortuna. La fece issare in cima alla collinetta, vicina all'ospedale, dove era stato allestito un improvvisato campo medico, nel tentativo di risvegliare e infondere coraggio al personale e ai pazienti.

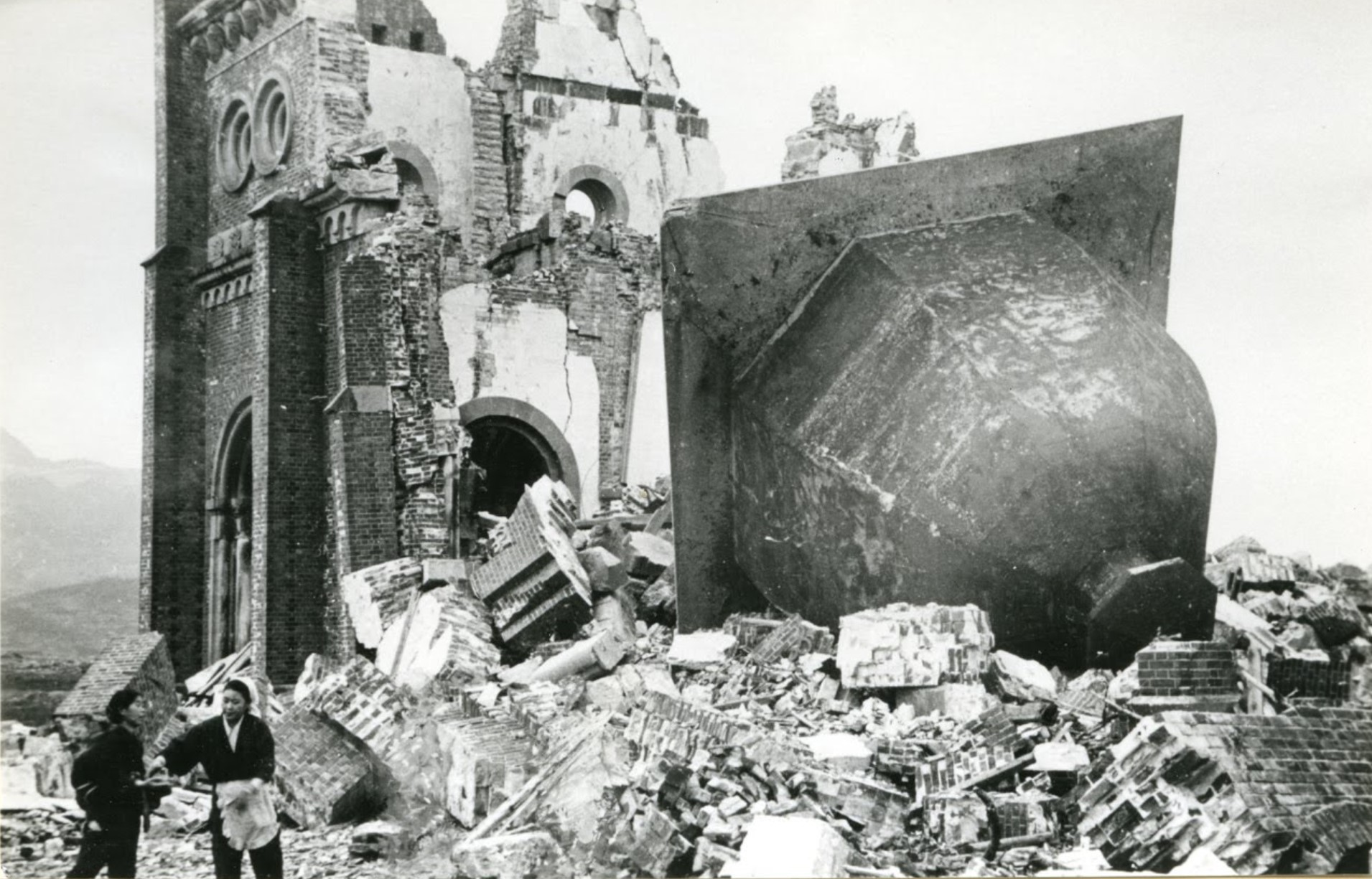
La vecchia cattedrale di Nagasaki a Urakami distrutta dopo lo scoppio della bomba atomica.

Dopo aver passato giorni interi a curare i feriti presso l'ospedale, sopraggiunti i primi soccorsi dall'esterno, Nagai, provato dalla malattia e dalla ferita alla tempia da cui aveva continuato a sgorgare sangue per giorni, ottenne il permesso di assentarsi per recarsi a casa. Tra la cenere e i resti della sua abitazione trovò le ossa carbonizzate di Midori, perita nell'attacco nucleare, che raccolse in un secchio bruciacchiato e che seppellì accanto alle tombe delle sue due figlie morte infanti, Ikuko e Sasano. Fra i resti della moglie trovò anche la corona del rosario che lei teneva in mano, semifusa dall'enorme calore prodotto dalla bomba, ma della quale era rimasta intatta la croce di ferro.
Dopo aver sepolto i resti di Midori presso il cimitero cristiano di Urakami, a piedi e con enorme fatica, Nagai raggiunse i figli e la suocera nel paese dove erano ospitati. La zona circostante divenne subito rifugio per centinaia di sfollati dalla città distrutta. Nagai fu raggiunto dai superstiti della sua équipe e da altri tra i pochi operatori sanitari sopravvissuti. Nei giorni seguenti iniziarono a prestare soccorso ai feriti e a tutte le persone che nel frattempo iniziavano a manifestare i segni della "malattia atomica". Il gruppo lavorò per settimane recandosi anche nei paesi vicini, ovunque ci fosse bisogno di cure mediche. L'8 settembre Nagai iniziò a manifestare gravi sintomi e fu costretto a letto incosciente, mentre dalla ferita alla tempia, mai rimarginatasi, ricominciò a sgorgare sangue. Un collega medico e un'infermiera si alternavano tenendo premuta l'arteria temporale per evitare che Nagai morisse dissanguato in poche ore. Ormai pronto a morire, si confessò, ricevette l'eucaristia e gli fu impartita l'unzione degli infermi. La suocera gli fece bere acqua della sorgente della grotta di Honochi, una replica della grotta di Lourdes, voluta da padre Massimiliano Kolbe nei pressi del convento francescano da lui fondato, Mugenzai no Sono ("Giardino dell'Immacolata"). Inaspettatamente, il 5 ottobre, la ferita cominciò a richiudersi, la febbre diminuì e Nagai, per quanto sempre debolissimo, si avviò sulla via della guarigione. Attribuì la propria salvezza, da lui e da chi lo assisteva percepita come miracolosa, all'intercessione di padre Kolbe, ucciso a Auschwitz nel 1941 e poi proclamato santo dalla Chiesa cattolica.

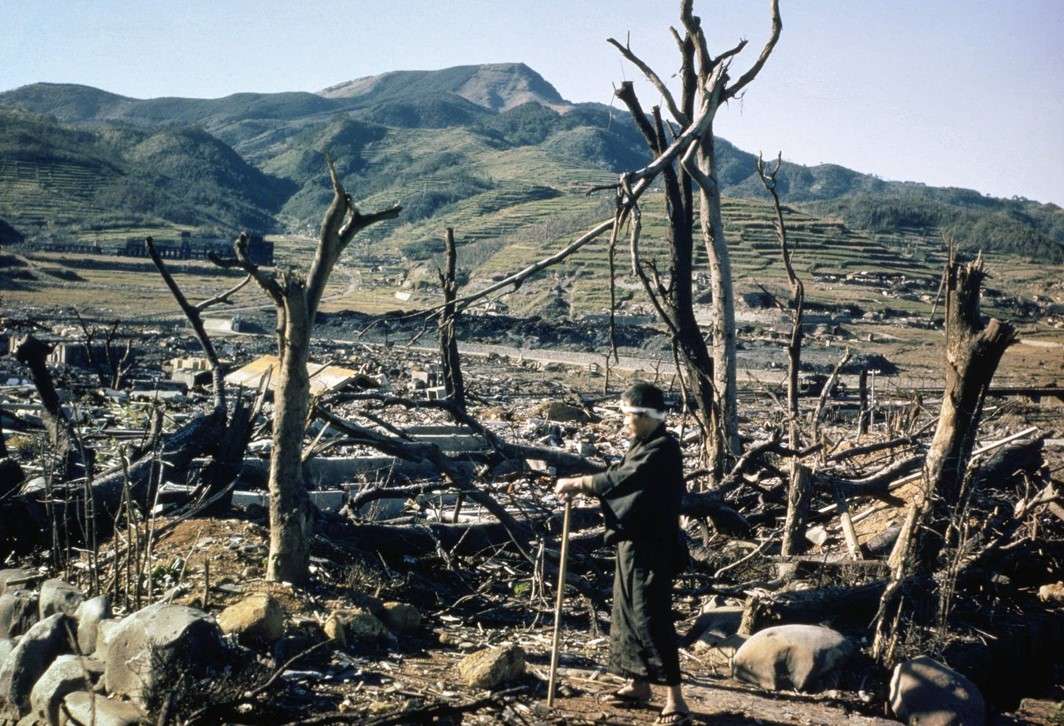
Takashi Nagai tra le rovine di Nagasaki nel settembre del 1945.

Ormai in parte ripresosi, Nagai osservò un lungo periodo di lutto, facendosi crescere i capelli e la barba, secondo l'uso giapponese. La sua équipe di soccorso si sciolse e Nagai decise di tornare a vivere a Urakami. Dai suoi allievi e da alcuni pazienti riconoscenti si fece costruire una piccola capanna nel luogo dove sorgeva la sua casa, utilizzandone i resti per la struttura e lamiere per un tetto di fortuna, e vi andò ad abitare con i figli e la suocera. In quel periodo, seguendo la sua dedizione alla ricerca scientifica, cominciò a osservare e a descrivere le conseguenze dell'avvelenamento da radiazioni, come peraltro aveva già fatto su di sé quando si era diagnosticato da solo la leucemia. Si accorse anche che gli esseri viventi, in particolare le formiche, avevano ricominciato a colonizzare il terreno, smentendo l'ipotesi secondo cui la zona circostante l'epicentro dell'esplosione sarebbe stata inabitabile per almeno settant'anni. Osservò però anche gli effetti a breve e medio termine che le radiazioni avevano sugli hibakusha, i superstiti della bomba, descrivendoli in alcuni scritti scientifici che furono tra le primissime testimonianze pubblicate degli effetti di un'esplosione atomica sull'organismo.

### Nyokodō

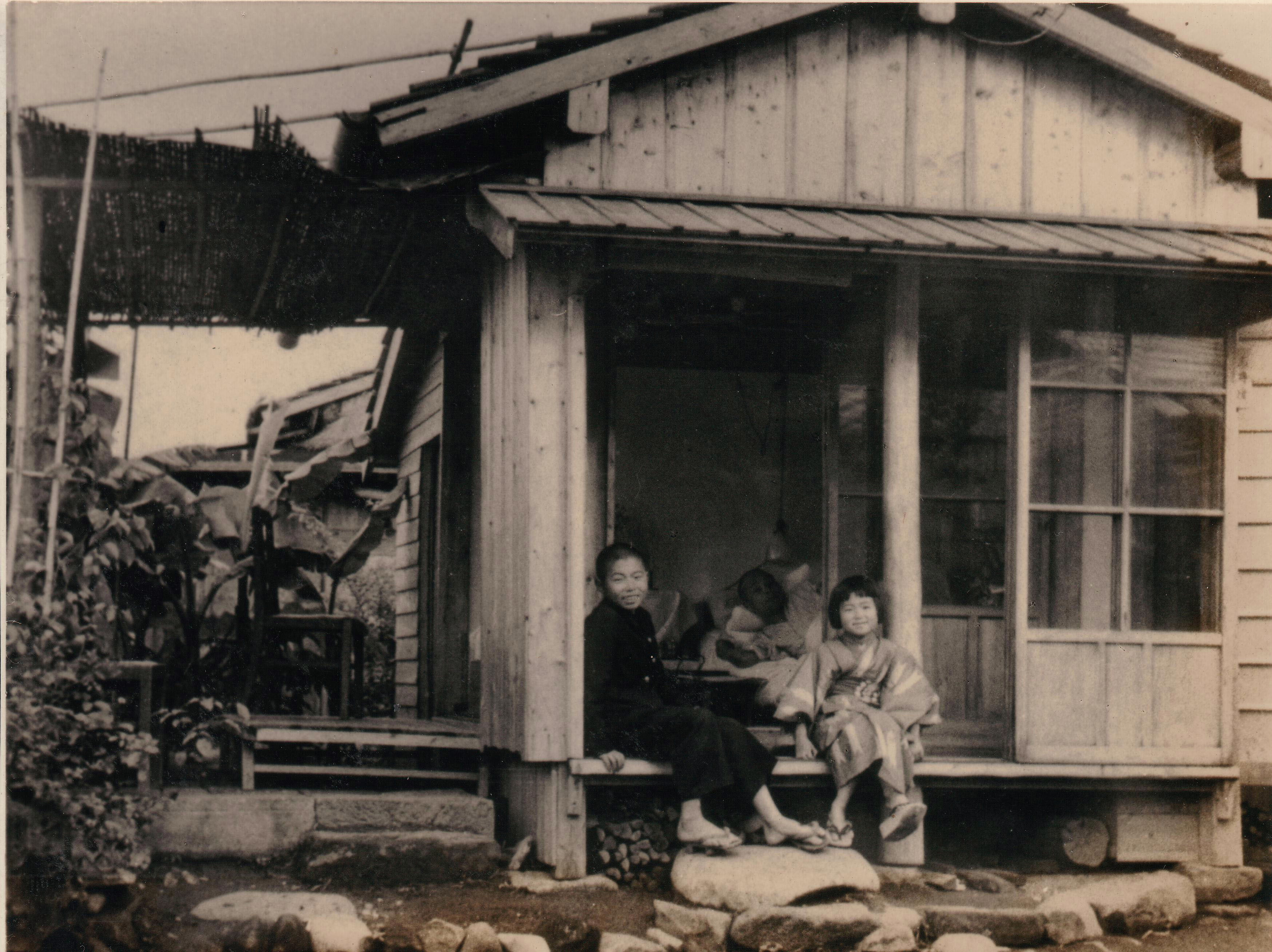
Takashi Nagai nel Nyokodō con i suoi due figli.

Nagai visse nella sua capanna, che misurava poco più di sei tatami (circa 10 m2) e che nel frattempo era stata ampliata da un carpentiere legato alla famiglia Moriyama, fino a quando la lasciò al fratello Hajime che, appena rientrato dalla prigionia in Siberia, vi abitò con la moglie e i tre figli. Quando la sezione locale della Società di San Vincenzo de' Paoli si offrì di costruirgli una nuova altra casa più ampia e spaziosa, nella primavera 1948, chiese solo per sé una struttura semplice, simile a un salone da tè, larga due tatami (circa 1,82 m×1,82 m). Nagai chiamò il suo nuovo rifugio Nyokodō, "il santuario come te stesso" o "luogo dell'amore a sé stessi", richiamando le parole di Gesù «amerai il tuo prossimo come te stesso» (Marco 12,31). In questa piccola capanna di legno, simile a un eremo, trascorre i suoi ultimi anni in preghiera e contemplazione, accogliendo numerosi ospiti che andavano a visitarlo, scrivendo i suoi libri e dipingendo. La scelta di vivere da eremita, in solitudine, derivava anche dall'ideale orientale secondo cui le persone mature dovevano ritirarsi in un'atmosfera di ascesi e di colloquio spirituale. Nagai, pur cristiano, scelse di vivere i suoi ultimi anni in questa dimensione, ma rimase sempre in contatto con il mondo esterno, offrendo consigli, ascoltando e accogliendo chiunque avesse la necessità di parlare con lui, anche in virtù della considerazione e della stima che stava acquisendo tra la gente.
Il 23 novembre 1945 fu celebrata, nel piazzale antistante la cattedrale distrutta, una messa in suffragio delle vittime della bomba. Nagai fu invitato dal vescovo di Nagasaki a tenere un discorso in rappresentanza dei laici. Nei giorni precedenti aveva scoperto con meraviglia che la seconda bomba atomica americana non era in origine destinata a Nagasaki, e che solo a causa del maltempo, della scarsità di carburante a bordo del B-29 che la trasportava e di altri problemi di navigazione e puntamento, Fat Man era stata sganciata proprio sopra la cattedrale. Durante il discorso paragonò le vittime a un'offerta consacrata per ottenere la pace, suscitando l'indignazione di alcuni presenti. Nagai scorgeva nell'esplosione della bomba su Urakami, e dal concatenarsi degli eventi che la precedettero, la manifesta volontà di Dio, proprio perché il quartiere «costituiva, da secoli, un'oasi cristiana in Giappone» e aggiungeva: «[Dio] ha ridato la pace al mondo e la libertà al Giappone con l'olocausto di Urakami».

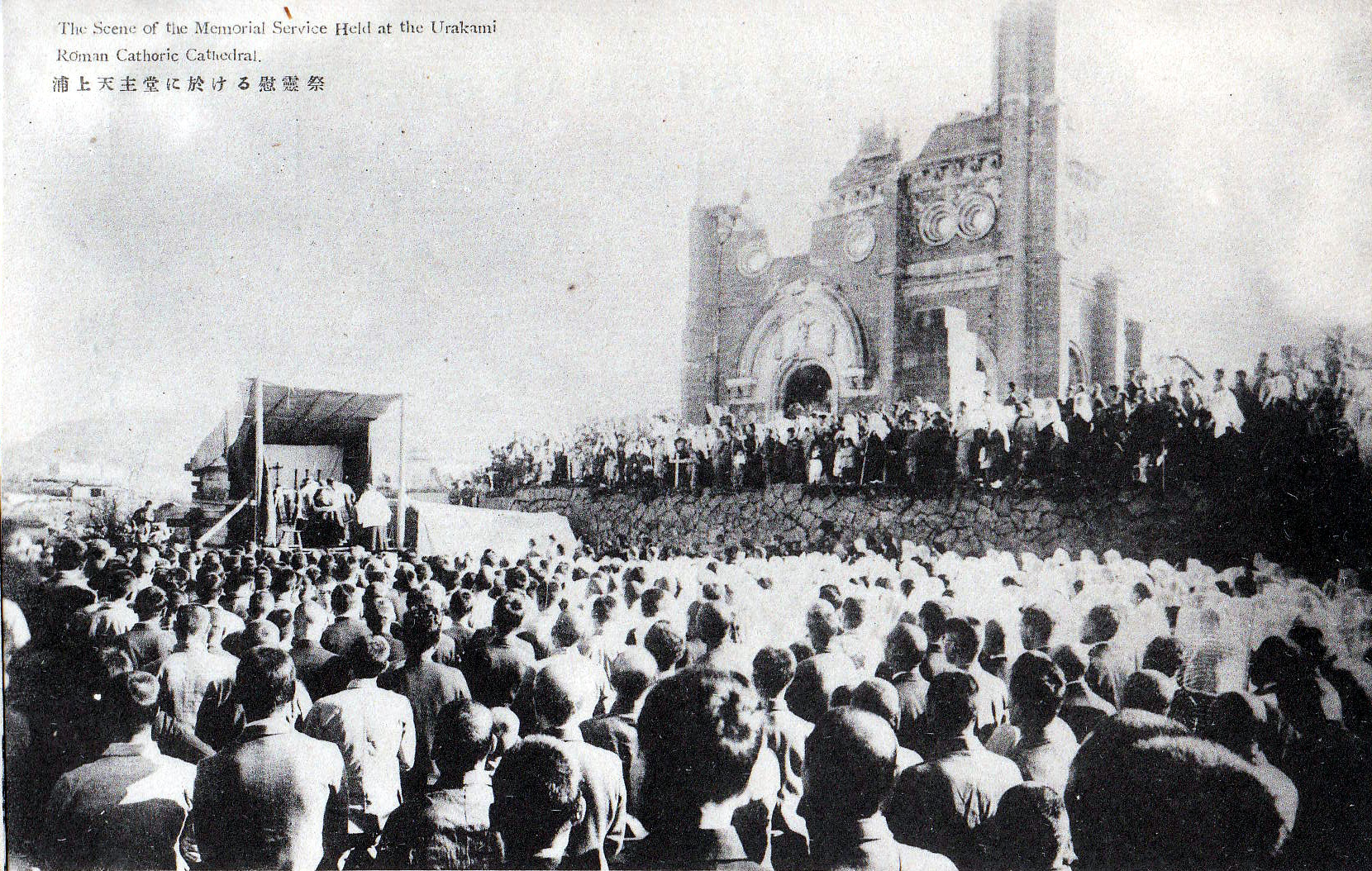
La celebrazione del 23 novembre 1945 davanti alle macerie della cattedrale distrutta.

Durante gli scavi tra le macerie della cattedrale, insieme all'amico Yamada e ad altri giovani, il 24 dicembre ritrovò intatta la campana che era installata sulla torre della chiesa e la fece issare su una struttura appositamente costruita. Così la campana poté essere usata per richiamare il popolo alla recita dell'Angelus proprio alla vigilia di Natale, il primo dopo lo scoppio dell'atomica, e diede il titolo al suo più noto libro, Le campane di Nagasaki. Nagai fu il promotore della ricostruzione dei principali edifici cristiani di Urakami. Propose agli abitanti del quartiere di costruire delle semplici capanne di legno come abitazioni e di dedicare tutti gli sforzi alla ricostruzione dell'ospedale San Francesco, dell'orfanotrofio delle suore e di una chiesa in legno vicino alle rovine della cattedrale distrutta. Un gran numero di semplici abitazioni di legno sorse in effetti intorno a quella di Nagai che divenne così il centro della vita del rinato quartiere.
Nei mesi successivi all'esplosione partecipò attivamente alla ricostruzione dell'università e si adoperò per quella della sua città. Ricominciò anche a insegnare nelle sedi provvisorie dell'ateneo, nella vicina città di Ōmura, almeno fino a quando le sue residue forze lo permisero. Iniziò a scrivere diverse opere, poi tradotte in molte lingue, come la ricerca Atomic Illness and Atomic Medicine sugli effetti delle radiazioni e sulle possibili cure, di cui presentò i risultati all'università di Nagasaki nel novembre del 1946. Il 9 agosto 1946 terminò il suo libro più conosciuto, Le campane di Nagasaki ("Nagasaki no Kane"), pubblicato nel 1949, in cui Nagai racconta nei dettagli gli eventi successivi allo scoppio della bomba e che ebbe una notevole diffusione in patria, tra i primissimi esempi di Genbaku bungaku, la corrente letteraria che raccoglie gli scritti, in particolare diari e testimonianze, sui bombardamenti atomici di Hiroshima e Nagasaki. Nel 1950 ne fu tratto un film con lo stesso titolo prodotto dalla casa cinematografica Shochiku. Una canzone inclusa nel film divenne anche molto popolare in Giappone. Dal 1945 alla sua morte Nagai pubblicò venti libri i cui diritti gli consentirono di acquisire una certa indipendenza economica. Tradusse in giapponese il romanzo The World, the Flesh, and Father Smith (Il mondo, la carne e padre Smith nell'edizione italiana) dello scrittore scozzese Bruce Marshall. Nagai tenne per sé e per i figli quanto bastava per vivere modestamente nel Nyokodō e donò gran parte dei suoi guadagni per la ricostruzione dell'ospedale universitario e della cattedrale.
Nel luglio 1946, provato dal peggioramento della leucemia, si accasciò presso la stazione di Nagasaki e dalla primavera del 1947 fu costretto a rimanere a letto, di fatto invalido. Scrivere era l'unica attività che la malattia gli permetteva di svolgere. Compose la maggior parte delle sue opere coricato sul dorso, supino, in una posizione scomodissima. Nel 1948 utilizzò i 50000 yen ricevuti dal Kyushu Time quale vincitore di un premio culturale per far piantare mille ciliegi di tre anni nel quartiere di Urakami, per trasformare questa terra devastata in una «collina in fiore» come segno di vita e di speranza. Anche se alcuni sono stati sostituiti nel corso del tempo, i ciliegi sono sempre stati chiamati Nagai Senbonzakura ("i mille ciliegi di Nagai") e decorano le vie e le case di Urakami durante la fioritura primaverile.
Il 3 dicembre 1949 fu nominato cittadino onorario (meiyo shimin) della città di Nagasaki, malgrado le proteste di una parte dell'opinione pubblica a causa della sua fede cattolica. L'apprezzamento del governo per la speranza trasmessa dall'opera di Nagai era tale che i suoi libri vennero inseriti nei programmi scolastici; in particolare Le campane di Nagasaki fu indicato dal ministero dell'educazione come lettura consigliata per gli scolari giapponesi. Ricevette visite da persone di ogni tipo da tutto il Giappone e anche dall'estero. Lo venne a trovare la scrittrice sordomuta statunitense Helen Keller, attivista per i diritti delle persone affette da disabilità. Nel maggio del 1949 incontrò l'imperatore Hirohito in persona durante la sua visita a Nagasaki e ricevette la visita del cardinale australiano Norman Thomas Gilroy, emissario del Papa. Il 14 maggio 1950 Pio XII gli inviò, tramite il nunzio in Giappone, un messaggio e la catena del rosario che Nagai stringerà tra le mani nelle sue ultime ore. Evita Perón inviò a Nagai una statua di Nostra Signora di Luján, patrona dell'Argentina; i medici cattolici italiani scrissero una lettera di apprezzamento insieme al dono di una statua della Vergine fatta col marmo di Carrara, benedetta da Pio XII. Purtroppo la statua arrivò a Nagasaki 45 giorni dopo la sua morte.

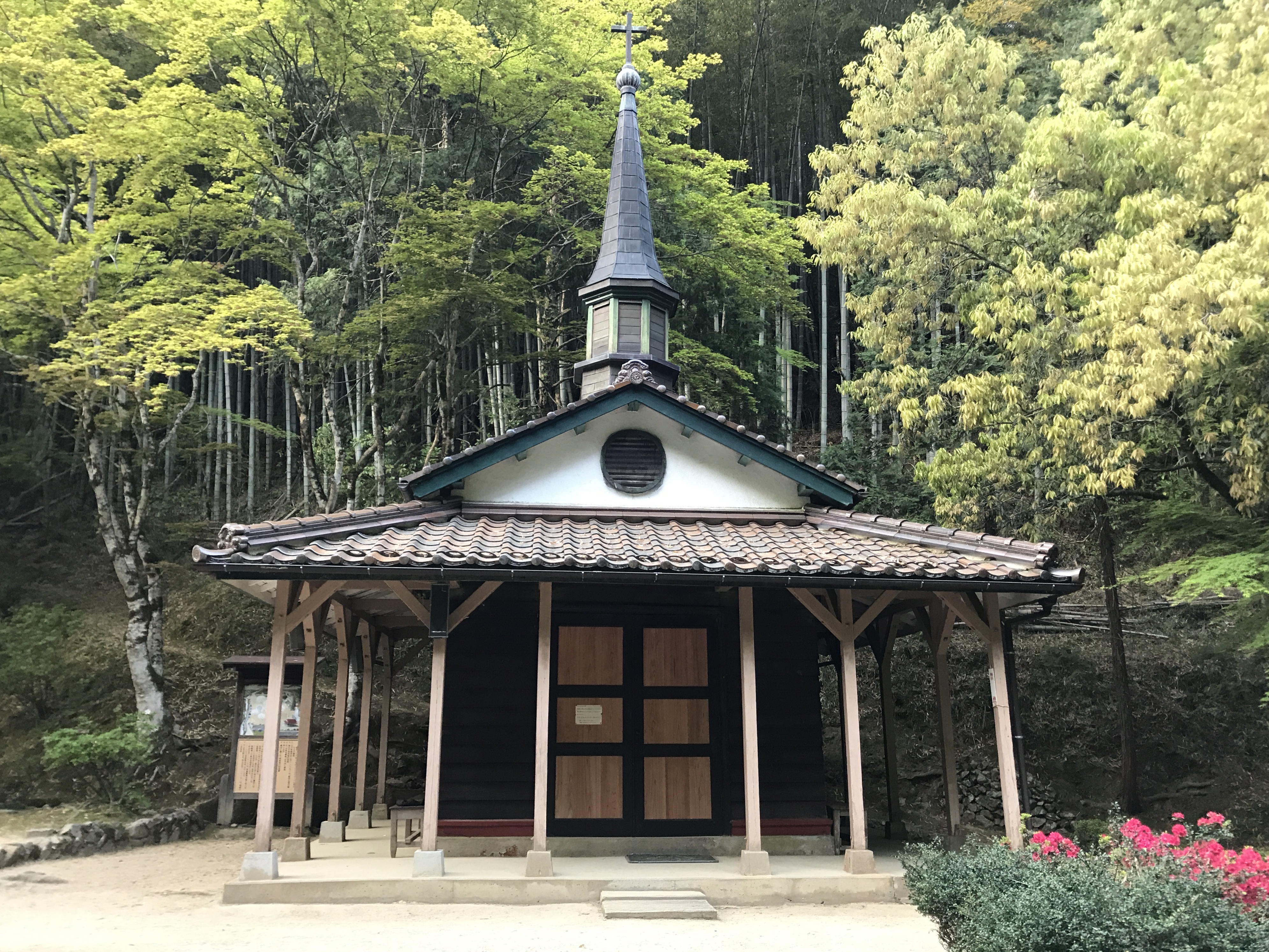
La chiesetta dedicata a Santa Maria a Otometōge, luogo in cui avvenne l'uccisione di un gruppo di cristiani a cui Nagai dedicò il suo ultimo libro.

Poche settimane prima di morire compose, al modo giapponese dell'haiku, una poesia di commiato: «Addio mio corpo, devo ora mettermi in viaggio oltre i tuoi confini. Devo lasciarti come il profumo deve lasciare la sua rosa». Gli arrivò la notizia che la Compagnia di Gesù stava costruendo un santuario a Otometōge ("il passo della Vergine"), presso Tsuwano, nella prefettura di Shimane, il luogo dove era avvenuto il martirio di trentasette cristiani di Urakami, uccisi per la loro fede nel XIX secolo. Spese gli ultimi giorni, pressato dal presentimento della fine vicina, per scrivere la loro storia, il suo ultimo libro, appena in tempo prima di subire una grave emorragia che gli impedì l'uso del braccio destro. Dopo aver perso tutto, perse anche la capacità di scrivere, l'unica cosa che gli era rimasta dopo la leucemia e la bomba atomica.
Il 1º maggio 1951 chiese di essere portato all'università, perché gli studenti di medicina potessero osservare gli ultimi istanti di un uomo che si preparava a morire di leucemia. Morì poco dopo il suo arrivo, alle 21:30, all'età di 43 anni. Il 3 maggio, 20000 persone assistettero alle sue esequie davanti alla cattedrale. La città di Nagasaki osservò un minuto di silenzio nel momento in cui suonavano le campane di tutti gli edifici religiosi, sia cattolici che buddisti, e le sirene delle fabbriche e delle navi nel porto. Il 14 maggio, dopo una cerimonia ufficiale in sua memoria alla presenza del sindaco di Nagasaki che pronunciò l'orazione funebre, i suoi resti vennero sepolti nel cimitero internazionale di Sakamoto.

## Eredità

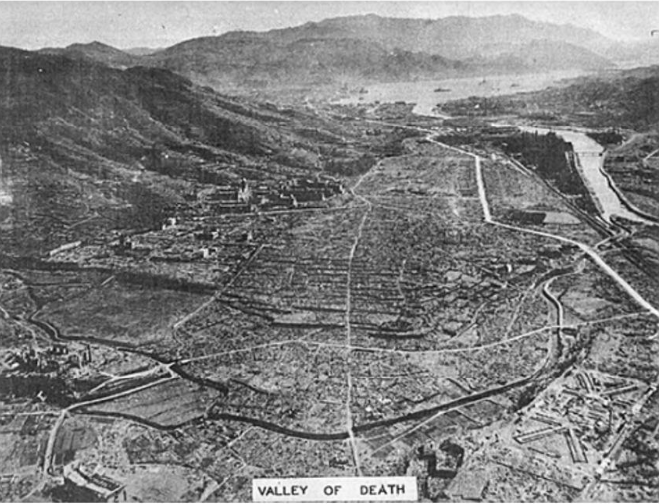
La valle di Urakami in una fotografia del 1945 dopo la scoppio della bomba atomica.

Grazie alla stima e alla fama ottenute da Nagai attraverso i sui scritti, i suoi incontri e la sua instancabile opera per favorire la pace e la speranza nella rinascita del suo paese, i giornali giapponesi iniziarono a definirlo "il santo di Urakami" e ad accostare la sua figura a quella di Gandhi. Nonostante la situazione precaria in cui visse i suoi ultimi anni, costretto a letto per la malattia, fu una figura di riferimento per la rinascita della sua città e di conseguenza del Giappone, esortando tutti al perdono, alla riconciliazione e alla redenzione dopo gli orrori della guerra. Ebbe, tra l'altro, un fondamentale ruolo nell'accettazione da parte dei giapponesi dell'occupazione americana e del nuovo status dell'imperatore, non più figura divina, ma semplice capo di Stato.
Dopo la sua morte fu accostato da alcuni alla figura di Cristo, per la sofferenza patita, emblematica del sacrificio del Giappone durante e dopo la guerra. Allo stesso modo, per la silenziosa opera e la sua fedeltà amorosa al marito e al compito che sentiva le venisse chiesto da Dio, Midori è stata accostata alla figura della Madonna. Parte del fascino di Nagai dipendeva dal modo in cui era riuscito a trasformare una immane catastrofe in un trionfo, una rinascita personale e collettiva attraverso il martirio. La sua idea dell'olocausto offerto per la pace dal popolo giapponese, e in particolare dai cristiani di Urakami colpiti dalla bomba atomica, e della rinascita nella riconciliazione e nel perdono fu ripresa e condivisa anche da altri autorevoli commentatori in Giappone. Una frase attribuita a Nagai, divenuta popolare negli anni cinquanta, sottolinea la differenza di atteggiamento della popolazione delle due città colpite dalla bomba atomica di fronte allo stesso trauma: «A Hiroshima, la gente grida. A Nagasaki, si prega» (a volte riportata come «Hiroshima impreca, Nagasaki prega»).
Le sue memorie, in particolare il libro Le campane di Nagasaki, furono tra le prime e più importanti testimonianze pubblicate dopo il lancio delle bombe atomiche su Hiroshima e Nagasaki, sia nel descrivere gli aspetti tragici di quegli eventi che nel favorire un clima di speranza nel paese, «sconfitto in guerra, ma vincitore nella pace». La posizione di Nagai, secondo cui la tragedia dei bombardamenti non andava vista come un incidente, ma come un fatto intenzionale della volontà divina, fu anche molto criticata ed entrò nel dibattito politico e filosofico che ne seguì in patria e nel mondo. Come scrittore fu anche uno dei più popolari in Giappone quando era ancora in vita: tre dei suoi libri, Le campane di Nagasaki, Lasciando questi ragazzi e Il rosario di Nagasaki furono inclusi dal quotidiano Mainichi Shinbun nella classifica dei più letti nel 1949.

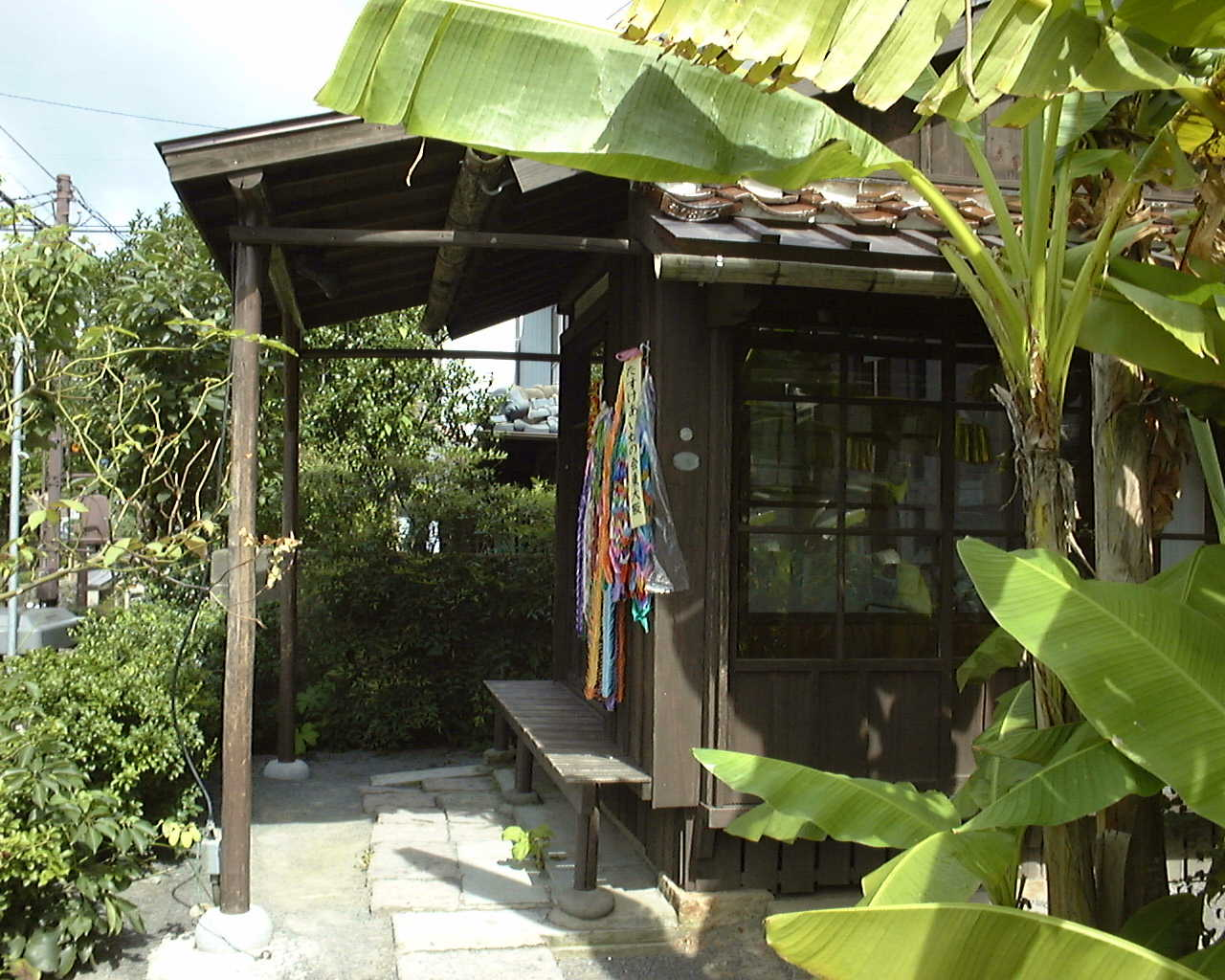
Il Nyokodō nei pressi del museo dedicato a Nagai.

Nagai finanziò nel 1950 la costruzione di una biblioteca per i ragazzi vicino al suo Nyokodō e la chiamò うちらの本箱 (Uchira no honbako, "La nostra scatola di libri”). Nel 1952 fu completata grazie alle donazioni di una comunità di giapponesi che vivevano in Brasile e divenne la Biblioteca Nagai della città di Nagasaki, poi trasformata in un museo nel 1969, il Nagasaki City Nagai Takashi Memorial Museum (長崎市永井隆記念館と如己堂). Dopo alcuni lavori di ristrutturazione effettuati nel 2000, direttore del museo è stato nominato Tokusaburo Nagai, nipote di Takashi Nagai e figlio di Makoto Nagai. Un altro museo dedicato a Nagai è stato aperto nella sua città di origine, Mitoya, distretto della città di Unnan nella prefettura di Shimane, il 20 aprile 2021.
Nel 1950 fu distribuito in Giappone il film Le campane di Nagasaki (長崎の鐘?, Nagasaki no kane) diretto da Hideo Ōba e tratto dall'omonimo libro di Nagai. Nel film è presente una canzone composta da Yūji Koseki su testi del poeta Hachirō Satō che, cantata da Ichirō Fujiyama, divenne molto popolare all'epoca.
Del 1983 è un altro film giapponese tratto dai suoi scritti e intitolato この子を残して (Kono Ko o Nokoshite, "Lasciando questi ragazzi"), diretto da Keisuke Kinoshita. Nel 2016 è stato prodotto un film in lingua inglese ispirato alla vita di Nagai dal titolo All That Remains, scritto e diretto dai fratelli britannici Ian e Dominic Higgins e realizzato in gran parte con tecniche digitali avanzate. La disegnatrice Nathalie Fourmy ha realizzato nel 2024 un volume a fumetti dedicato a Takashi e Midori Nagai dal titolo Nagasaki 1945.
La Nagasaki Association for Hibakushas' Medical Care (NASHIM), l'associazione per l'assistenza sanitaria ai sopravvissuti al bombardamento atomico di Nagasaki (hibakusha), ha istituito un premio intitolato a Takashi Nagai, assegnato a persone o organizzazioni che hanno contribuito alla pace nel mondo, al miglioramento dell'assistenza medica e del benessere delle vittime dell'esposizione alle radiazioni e alla ricerca in questo campo. Il primo premiato è stato il medico Tatsuichiro Akizuki, che nei primi anni quaranta fu assistente di Nagai all'ospedale universitario e in seguito direttore sanitario dell'ospedale San Francesco di Nagasaki. Il suo libro Nagasaki Genbakuki, pubblicato nel 1966, colpì l'opinione pubblica giapponese con la descrizione delle sue attività a favore dei sopravvissuti alla bomba atomica.
Il nome di Nagai fu incluso nel 1959 tra quelli elencati nel memoriale dedicato ai martiri della radiologia, 359 tra medici, tecnici, infermieri e scienziati vittime dell'esposizione ai raggi X e ricordati per il loro significativo contributo alla disciplina. Il monumento fu inaugurato presso l'ospedale St. Georg di Amburgo nel 1936 con 169 nomi e poi ampliato nel 1959.

## Canonizzazione
Nell'ottobre del 2021 l'arcivescovo metropolita di Nagasaki Joseph Mitsuaki Takami ha approvato la richiesta di apertura della causa di beatificazione e canonizzazione per i coniugi Takashi e Midori Nagai, che sono diventati così servi di Dio. La causa è stata promossa dal comitato Amici di Takashi e Midori Nagai quale attore canonico. Postulatore è stato nominato il carmelitano padre Antonio Sangalli che ha svolto lo stesso ruolo nella causa di canonizzazione dei coniugi Louis e Zélie Martin, genitori di santa Teresa di Lisieux.

## Opere
Tradotte in lingua italiana
- Le campane di Nagasaki [長崎の鐘, Nagasaki no Kane], traduzione di Maria Pia Miège, Milano, Garzanti, 1952  [1949], SBN TO00625262.
  -  Le campane di Nagasaki, traduzione di Maria Pia Miège, Milano, Luni Editrice, 2014, ISBN 978-88-7984-424-6.
- Nel deserto dell'atomica. Giornale d'una vittima della bomba atomica di Nagasaki [ロザリオの鎖, Rozario no Kusari, "La catena del rosario"], traduzione di Arnoldo Farina, Parma, ISME, Istituto Saveriano Missioni Estere, 1952  [1948], SBN CUB0477011.
  -  Il rosario di Nagasaki. Un fiore nella desolazione atomica, Verona, Fede & Cultura, 2020, ISBN 978-88-6409-800-5.
- Lasciando questi ragazzi [いとし子よ, Itoshi ko yo, "Amati figli miei"], traduzione di S. Bosniak, Monza, Casa Editrice Nuova Massimo, 1952  [1949], SBN CUB0625405.
- Pensieri dal Nyokodō [如己堂随筆, Nyokodō Zuihitsu], traduzione di Gabriele Di Comite, Cinisello Balsamo, Edizioni San Paolo, aprile 2022  [1957], ISBN 978-88-922-2870-2.
- Ciò che non muore mai. Il cammino di un uomo [亡びぬものを, Horobinu Mono wo], traduzione di Gabriele Di Comite, Cinisello Balsamo, Edizioni San Paolo, gennaio 2023  [1948], ISBN 978-88-922-4066-7.
- Lasciando questi ragazzi. Pensieri ai miei figli [この子を残して, Kono Ko wo Nokoshite], traduzione di Gabriele Di Comite, Cinisello Balsamo, Edizioni San Paolo, luglio 2023  [1948], ISBN 978-88-922-4264-7.
- Il passo della Vergine. Storia dei martiri cristiani di Tsuwano [乙女峠, Otometōge], traduzione di Gabriele Di Comite, Cinisello Balsamo, Edizioni San Paolo, luglio 2024  [1952], ISBN 978-88-922-4471-9.

In lingua giapponese
- (JA) 生命の河: 原子病の話, Seimei no kawa: Genshibyō no hanashi, Tokyo, Hibiya Shuppansha, 1948, OCLC 34573024. ("Il fiume della vita. La storia della malattia atomica")
- (JA) いとし子よ, Itoshi ko yo, Tokyo, Dai Nihon Yūbenkai Kōdansha, 1949, OCLC 674020760. ("Amati figli miei")
- (JA) 花咲く丘, Hana Saku Oka, Tokyo, Hibiya Shuppansha, 1949, OCLC 33693546. ("La collina fiorita")
- (JA) 村医, Son'i, Tokyo, Chuo Shuppansha, 1978, OCLC 673362243. ("Il medico del villaggio")
- (JA) 平和塔, Heiwa tō, Tokyo, Chuo Shuppansha, 1979, OCLC 672789230. ("La torre della pace")
- (JA) 長崎の花, Nagasaki no Hana, 3 voll., Nagasaki, Seibo no Kishi sha, 1988  [1950], OCLC 672955496. ("I fiori di Nagasaki", raccolta di articoli originariamente pubblicati nel quotidiano Tokyo Taimuzu)
- (JA) 原子野録音, Genshiya Rokuon, Nagasaki, Seibo no Kishi sha, 1989  [1947-1951], ISBN 4-88216-045-5. ("Ricordi della desolaziona atomica", raccolta di articoli originariamente pubblicati nella rivista mensile Mugenzai no Seibo no Kishi)
- (JA) 永井隆全集, Nagai Takashi Zenshū, vol. 1, サンパウロ 書籍 (Sanpauro Shoseki), luglio 2003, ISBN 978-4-80566-410-0. ("Opere complete di Takashi Nagai, vol. 1")
- (JA) 永井隆全集, Nagai Takashi Zenshū, vol. 2, サンパウロ 書籍 (Sanpauro Shoseki), luglio 2003, ISBN 978-4-80566-411-7. ("Opere complete di Takashi Nagai, vol. 2")
- (JA) 永井隆全集, Nagai Takashi Zenshū, vol. 3, サンパウロ 書籍 (Sanpauro Shoseki), luglio 2003, ISBN 978-4-80566-412-4. ("Opere complete di Takashi Nagai, vol. 3")
- (JA) 永井隆全集―書画集, Nagai Takashi Zenshū―Sho Gashū, vol. 4, サンパウロ 書籍 (Sanpauro Shoseki), agosto 2023, ISBN 978-4-80566-413-1. ("Opere complete di Takashi Nagai, vol. 4. Raccolta di calligrafie e dipinti")